# Piccoli maestri ionici

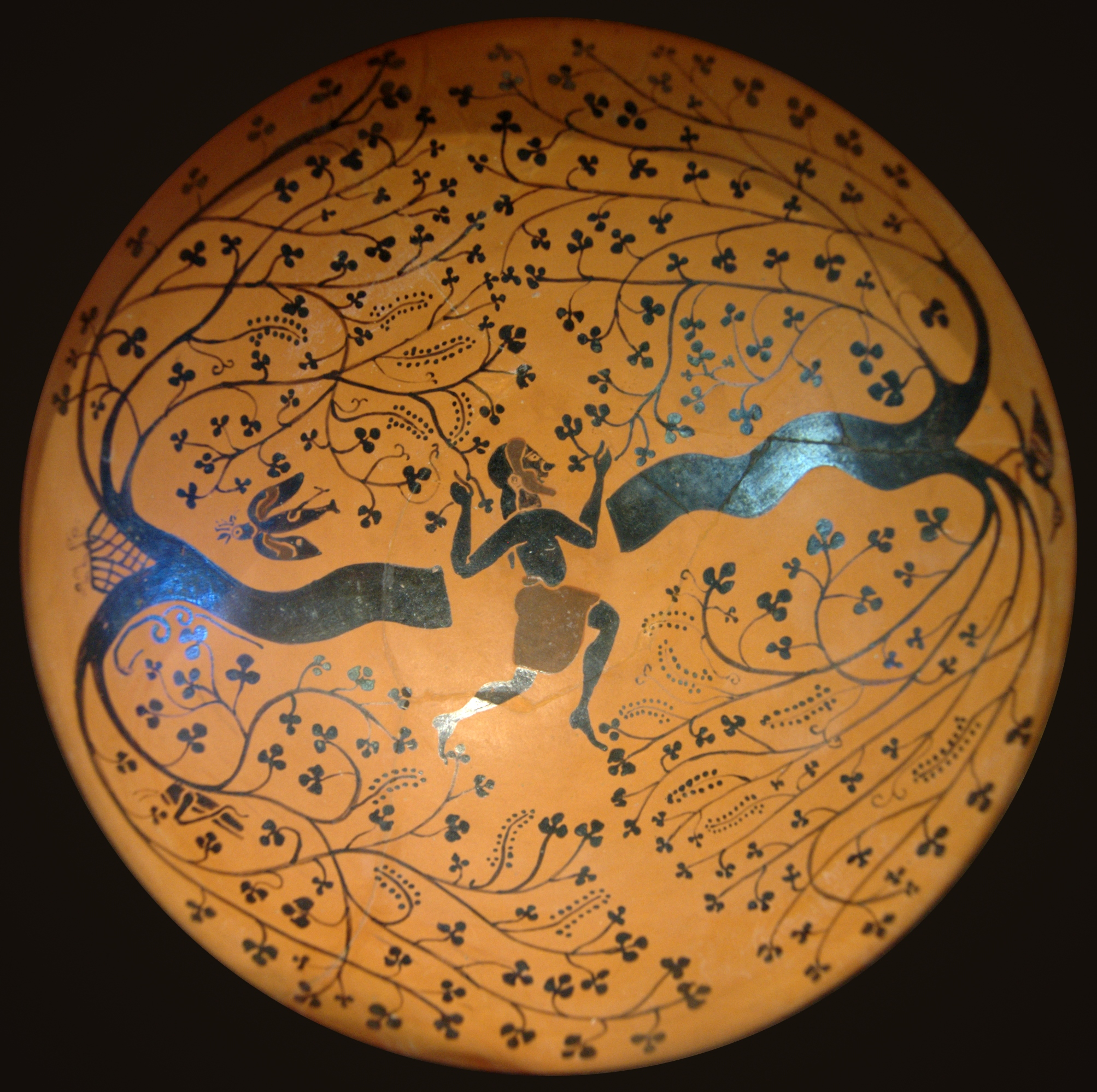
Coppa ionica, detta dell'uccellatore, Louvre F68

Piccoli maestri ionici è il nome con il quale si indicano i ceramografi greco-orientali autori di alcune coppe datate circa dal 560 al terzo quarto del VI secolo a.C.,  ispirate alla contemporanea produzione attica, negli anni in cui stava sostituendosi alla precedente supremazia della ceramica corinzia. Non si tratta di un gruppo, ma di autori abili e isolati l'uno dall'altro, che si dedicavano a questo prodotto come lavoro eccezionale, quindi raro, all'interno di una più comune produzione. Le coppe dei Piccoli maestri ionici tendono all'imitazione delle coppe di Siana e delle lip cup attiche nella finezza e nel colore dell'argilla, nella pittura tendente al nero e nella forma. Si distinguono dal modello per una decorazione più libera, priva di schemi prefissati, e per lo stile eclettico che mescola tecnica a risparmio e incisioni. Sono generalmente ritenute originarie di Samo, benché le connessioni stilistiche con la ceramica di Fikellura tendano ad avvicinarle piuttosto a Mileto; d'altra parte, la scarsa omogeneità all'interno della classe permette di ipotizzare provenienze diverse.
Dalle tradizionali coppe ioniche i Piccoli maestri derivano la pratica di decorare a risparmio il labbro su entrambe le pareti, con una fascia di foglie d'edera o di mirto all'esterno, e con uccelli o altri animali all'interno. Nelle coppe più antiche gli animali appartengono alla tradizione dello stile delle capre selvatiche, ma la linea di contorno viene abbandonata in favore di un maggiore impiego della silhouette, in uno stile che appartiene anche alla ceramica di Fikellura e al Pittore di Altenburg in particolare. L'imitazione della scuola attica è invece osservabile nell'esclusione dell'ornamento di riempimento.  L'uomo dipinto al centro del tondo della nota coppa del Louvre F 68, che appartiene a questa classe, è stilisticamente affine alla ceramica di Fikellura, con dettagli interni a risparmio. Le coppe più recenti si avvicinano maggiormente alla ceramica attica e presentano normalmente incisioni.
Il tondo interno è talvolta decorato con una grande figura al di sopra di una linea di esergo, come nei piatti greco-orientali del primo quarto del VI secolo a.C., altre volte un tondo figurato centrale è circondato da altri campi figurati.
I luoghi di ritrovamento sono Samo, Naucrati e Etruria; isolati esempi giungono da Smirne, da Mileto, dal Ponto (Sozopol) e da Egina.